# Pengő

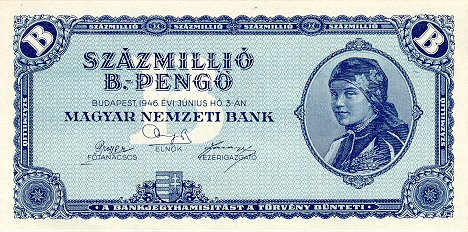
Le Százmillió b.-pengő, un billet de 100 millions de b.-pengő, soit 100 millions de millions de millions de pengő de 1946.

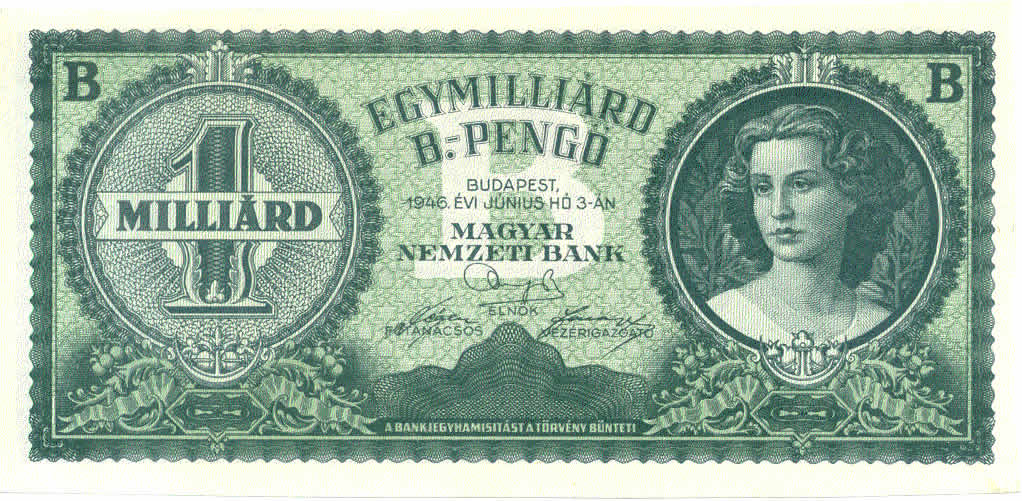
Billet d'un milliard de b.-pengő de 1946, imprimé mais jamais diffusé.

Le pengő (prononcé [ˈpɛŋgøː]) a été l'unité monétaire de la Hongrie du 1er janvier 1927, date à laquelle il remplaça la couronne austro-hongroise, au 31 juillet 1946, où il fut remplacé par le forint. Le pengő était subdivisé en 100 fillér. C'est la monnaie qui connut la plus forte hyperinflation de l'histoire, certains billets affichant une valeur faciale de  mille milliards de milliards (10²¹) de pengő.

## Histoire du pengő hongrois

### L'Empire austro-hongrois (1867-1918)
L'unité monétaire utilisée dans l'empire d'Autriche-Hongrie du 11 septembre 1892 jusqu'à 1918 était la couronne austro-hongroise, première monnaie moderne de la région basée sur l'or. Cette monnaie remplaça le florin austro-hongrois qui avait cours depuis la création de cette double monarchie en 1867 par l'empereur François-Joseph Ier. Ce dernier était divisé en 100 krajczár (krajcár en hongrois moderne).

### La République de Hongrie (1918-1919)
Le 16 novembre 1918, la République hongroise est proclamée.

### Le Royaume de Hongrie (1919-1949)
La couronne hongroise a été créée le 4 mai 1921. Par suite de l'inflation importante, elle a été remplacée par le pengő, le 4 novembre 1925, au taux de 1 pengő pour 12 500 couronnes. 
Pendant la Seconde Guerre mondiale, les bons de Crédit du Reich (XDEK) ont également circulé en Hongrie. Pendant l'occupation soviétique (1945), le pengő de l'Armée rouge (HUR) a circulé avec le rouble soviétique.
Durant le siège de Budapest, l'inflation commence. Après cette bataille, alors que le pays est ravagé, les soviétiques exigent de la Hongrie vaincue qu'elle paie d'immenses réparations de guerre pour son implication dans l'opération Barbarossa.  Cela aggrave encore la situation économique hongroise et après-guerre, le pengő est ainsi touché par la plus forte hyperinflation jamais connue. Au plus fort de la crise, les prix doublaient toutes les 15 heures. En 1946, on a ainsi imprimé le Százmillió b.-pengő un billet de banque dont la valeur faciale était de 100 millions de b.-pengő, soit 100 000 000 000 000 000 000 (1020) pengő.

### La République populaire de Hongrie
Le 31 juillet 1946, il est remplacé par le forint au cours de 400 millions de milliards de b.-pengő pour un forint (400 000 000 000 000 000 000 000 000 000 = 4×1029 pengő, soit 400 quadrilliards). Ce cours était purement théorique, car le plus gros billet en circulation était de 1000 millions de b.-pengő (1021 pengő) et la totalité des pengő en circulation valait moins de 1/1 000 de forint.